# Angela Potochnik
Angela Potochnik ist eine US-amerikanische Philosophin. Sie ist Professorin und Leiterin des Philosophischen Instituts und des Center for Public Engagement with Science an der University of Cincinnati.
Potochnik erhielt ihren Ph.D. im Jahr 2007 von der Stanford University.
Ihre Forschung befasst sich hauptsächlich mit dem Wesen der Wissenschaft und deren Verhältnis zur Öffentlichkeit sowie mit Methoden der Wissenschaft mit dem Schwerpunkt Biologie. Potochnik ist eine der Mitherausgeberinnen der Fachzeitschrift Philosophy of Science und Mitherausgeberin der Stanford Encyclopedia of Philosophy (seit 2018), sowie der Fachzeitschriften Biology and Philosophy (seit 2020) und Studies in the History and Philosophy of Science (seit 2023).

## Publikationen
- Idealization and the Aims of Science. University of Chicago Press, 2017 (englisch, uchicago.edu).
- Mit Matteo Colombo, Cory Wright: Recipes for Science: An Introduction to Scientific Methods and Reasoning. 2. Auflage. Routledge & CRC Press, 2024, ISBN 978-1-03-229096-6 (englisch, routledge.com).
- Angela Potochnik: Science and the Public. Cambridge University Press, 2024, ISBN 978-1-00-904947-4, doi:10.1017/9781009049474 (englisch, cambridge.org).

## Beiträge in Zeitschriften und Sammelwerken
- Levels of explanation reconceived. Philosophy of science, 77(1), 2010. S. 59–72.
- A Neurathian conception of the unity of science. Erkenntnis, 74, 2011. S. 305–319.
- Mit McGill, B.: The limitations of hierarchical organization. Philosophy of Science, 79(1), 2012. S. 120–140.
- The diverse aims of science. Studies in History and Philosophy of Science Part A, 53, 2015. S. 71–80.
- Causal patterns and adequate explanations. Philosophical Studies, 172, 2015. S. 1163–1182.
- Scientific explanation: Putting communication first. Philosophy of Science, 83(5), 2016. S. 721–732.
- Mit Sanches de Oliveira: Patterns in cognitive phenomena and pluralism of explanatory styles. Topics in: Cognitive Science, 12(4), 2020. S. 1306–1320.
- Idealization and many aims. Philosophy of Science, 87(5), 2020. S. 933–943.
- Our world isn’t organized into levels, in: Daniel Stephen Brooks, James DiFrisco & William C. Wimsatt (Hrsg.): Levels of Organization in the Biological Sciences. Cambridge, Massachusetts: MIT Press, 2021.